# Frières-Faillouël
Frières-Faillouël és un municipi francès situat al departament de l'Aisne i a la regió dels Alts de França. L'any 2007 tenia 888 habitants.

## Demografia

### Població
El 2007 la població de fet de Frières-Faillouël era de 888 persones. Hi havia 323 famílies de les quals 51 eren unipersonals (18 homes vivint sols i 33 dones vivint soles), 92 parelles sense fills, 125 parelles amb fills i 55 famílies monoparentals amb fills.
La població ha evolucionat segons el següent gràfic:
Habitants censats

### Habitatges
El 2007 hi havia 362 habitatges, 324 eren l'habitatge principal de la família, 13 eren segones residències i 26 estaven desocupats. 348 eren cases i 12 eren apartaments. Dels 324 habitatges principals, 276 estaven ocupats pels seus propietaris, 43 estaven llogats i ocupats pels llogaters i 5 estaven cedits a títol gratuït; 3 tenien una cambra, 6 en tenien dues, 34 en tenien tres, 84 en tenien quatre i 196 en tenien cinc o més. 261 habitatges disposaven pel capbaix d'una plaça de pàrquing. A 111 habitatges hi havia un automòbil i a 192 n'hi havia dos o més.

### Piràmide de població
La piràmide de població per edats i sexe el 2009 era:
| Homes | Edats   | Dones |
| ----- | ------- | ----- |
| 0     | 95 o +  | 0     |
| 1     | 90 a 94 | 1     |
| 1     | 85 a 89 | 1     |
| 4     | 80 a 84 | 6     |
| 9     | 75 a 79 | 6     |
| 12    | 70 a 74 | 11    |
| 17    | 65 a 69 | 18    |
| 14    | 60 a 64 | 16    |
| 15    | 55 a 59 | 11    |
| 32    | 50 a 54 | 29    |
| 28    | 45 a 49 | 28    |
| 42    | 40 a 44 | 29    |
| 33    | 35 a 39 | 43    |
| 26    | 30 a 34 | 31    |
| 11    | 25 a 29 | 18    |
| 16    | 20 a 24 | 17    |
| 42    | 15 a 19 | 34    |
| 41    | 10 a 14 | 27    |
| 37    | 5 a 9   | 31    |
| 14    | 0 a 4   | 21    |

## Economia
El 2007 la població en edat de treballar era de 600 persones, 427 eren actives i 173 eren inactives. De les 427 persones actives 388 estaven ocupades (215 homes i 173 dones) i 40 estaven aturades (18 homes i 22 dones). De les 173 persones inactives 70 estaven jubilades, 43 estaven estudiant i 60 estaven classificades com a «altres inactius».

### Ingressos
El 2009 a Frières-Faillouël hi havia 347 unitats fiscals que integraven 982,5 persones, la mediana anual d'ingressos fiscals per persona era de 17.711 €.

### Activitats econòmiques
Dels 13 establiments que hi havia el 2007, 7 eren d'empreses de construcció, 1 d'una empresa d'hostatgeria i restauració, 1 d'una empresa de serveis, 2 d'entitats de l'administració pública i 2 d'empreses classificades com a «altres activitats de serveis».
Dels 9 establiments de servei als particulars que hi havia el 2009, 2 eren paletes, 3 lampisteries, 1 electricista, 1 empresa de construcció i 2 perruqueries.
L'any 2000 a Frières-Faillouël hi havia 4 explotacions agrícoles.

## Equipaments sanitaris i escolars
L'únic equipament sanitari que hi havia el 2009 era una ambulància.
El 2009 hi havia una escola elemental integrada dins d'un grup escolar amb les comunes properes formant una escola dispersa.

## Poblacions més properes
El següent diagrama mostra les poblacions més properes.